# Остролодочник
Остроло́дочник, или Остроло́дка (лат. Oxýtropis) — род растений подсемейства Мотыльковые (Faboideae) семейства Бобовые (Fabaceae).

## Ботаническое описание
Многолетние травянистые растения, иногда полукустарнички или кустарнички, до 1 м высотой, листья непарноперистые. Опушены простыми или простыми и желёзистыми волосками.
Цветки собраны в головчатые или удлинённые, плотные или рыхлые кисти. Чашечка трубчатая или колокольчатая. Венчик крупный или среднего размера, разнообразно окрашенный. Лодочка на конце оттянутая в острый носик. Тычинки двубратственные. Пестик с сидячей или на короткой ножке завязью. Бобы продолговатые, продолговато-линейные или шаровидно-вздутые, раскрываются по брюшному шву.

## Систематика

### Таксономия
Oxytropis DC., 1802, Astragalogia: 53
Род Остролодочник относится к подсемейству Мотыльковые (Papilionoideae) семейства Бобовые (Fabaceae) порядка Бобовоцветные (Fabales). Таксономическая схема в соответствии с Системой APG IV по состоянию на декабрь 2023 года:
|  |                                      |  |                                   |                                   |                   |  | ещё 3 семейства | ещё 3 семейства   |                          |  |                                                            |  | еще 523 рода | еще 523 рода |  |
|  |                                      |  |                                   |                                   |                   |  | ещё 3 семейства | ещё 3 семейства   |                          |  |                                                            |  | еще 523 рода | еще 523 рода |  |
|  |                                      |  |                                   | порядок Бобовоцветные             |                   |  |                 |                   | подсемейство Мотыльковые |  |                                                            |  |              |              |  |
|  |                                      |  |                                   | порядок Бобовоцветные             |                   |  |                 |                   | подсемейство Мотыльковые |  | 654 подтвержденных вида и 34 вида, ожидающих подтверждения |  |              |              |  |
|  | отдел Цветковые, или Покрытосеменные |  |                                   |                                   | семейство Бобовые |  |                 |                   | род Остролодочник        |  |                                                            |  |              |              |  |
|  | отдел Цветковые, или Покрытосеменные |  |                                   |                                   |                   |  |                 |                   |                          |  |                                                            |  |              |              |  |
|  |                                      |  | ещё 63 порядка цветковых растений | ещё 63 порядка цветковых растений |                   |  |                 | еще 5 подсемейств | еще 5 подсемейств        |  |                                                            |  |              |              |  |
|  |                                      |  |                                   | ещё 63 порядка цветковых растений |                   |  |                 |                   | еще 5 подсемейств        |  |                                                            |  |              |              |  |

### Виды
Некоторые из них:
- Oxytropis ambigua (Pall.) DC. — Остролодочник сходный
- Oxytropis approximata Less. — Остролодочник близкий
- Oxytropis austrosachalinensis N.S.Pavlova — Остролодочник южно-сахалинский
- Oxytropis caespitosa (Pall.) Pers. — Остролодочник дерновинный
- Oxytropis calcareorum N.S.Pavlova — Остролодочник известняковый
- Oxytropis campestris (L.) DC. — Остролодочник полевой
- Oxytropis carpatica R.Uechtr. — Остролодочник карпатский
- Oxytropis cretacea Basil. — Остролодочник меловой
- Oxytropis evenorum Jurtzev & A.P.Khokhr. — Остролодочник эвенов
- Oxytropis floribunda (Pall.) DC. — Остролодочник яркоцветный
- Oxytropis glabra DC. — Остролодочник голый
- Oxytropis gmelinii Boriss. — Остролодочник Гмелина
- Oxytropis halleri Bunge ex W.D.J.Koch — Остролодочник Галлера
- Oxytropis helenae N.S.Pavlova — Остролодочник Елены
- Oxytropis hippolyti Boriss. — Остролодочник Ипполита
- Oxytropis itoana Tatew. — Остролодочник Ито
- Oxytropis jacquinii Bunge
- Oxytropis kusnetzovii Krylov & Steinb. — Остролодочник Кузнецова
- Oxytropis lanata (Pall.) DC. — Остролодочник шерстистый
- Oxytropis leucantha (Pall.) Bunge — Остролодочник белоцветковый
- Oxytropis maidantalensis B.Fedtsch. — Остролодочник майдантальский
- Oxytropis mertensiana Turcz. — Остролодочник Мертенса
- Oxytropis muricata (Pall.) DC. — Остролодочник мягкоигольчатый
- Oxytropis pallasii Pers. — Остролодочник Палласа
- Oxytropis pilosa (L.) DC. — Остролодочник волосистый
- Oxytropis revoluta Ledeb. — Остролодочник завёрнутый
- Oxytropis sachalinensis Miyabe & Tatew. — Остролодочник сахалинский
- Oxytropis satpaevii Bajtenov — Остролодочник Сатпаева[2]
- Oxytropis spicata (Pall.) O.Fedtsch. & B.Fedtsch. — Остролодочник колосистый
- Oxytropis strobilacea Bunge — Остролодочник шишковидный
- Oxytropis stukovii Palib. — Остролодочник Стукова
- Oxytropis tyttantha Gontsch. — Остролодочник мелкоцветковый, или Остролодочник мелкоцветный
- Oxytropis uniflora Jurtzev — Остролодочник одноцветковый
- Oxytropis uralensis (L.) DC. — Остролодочник уральский